# Gareel

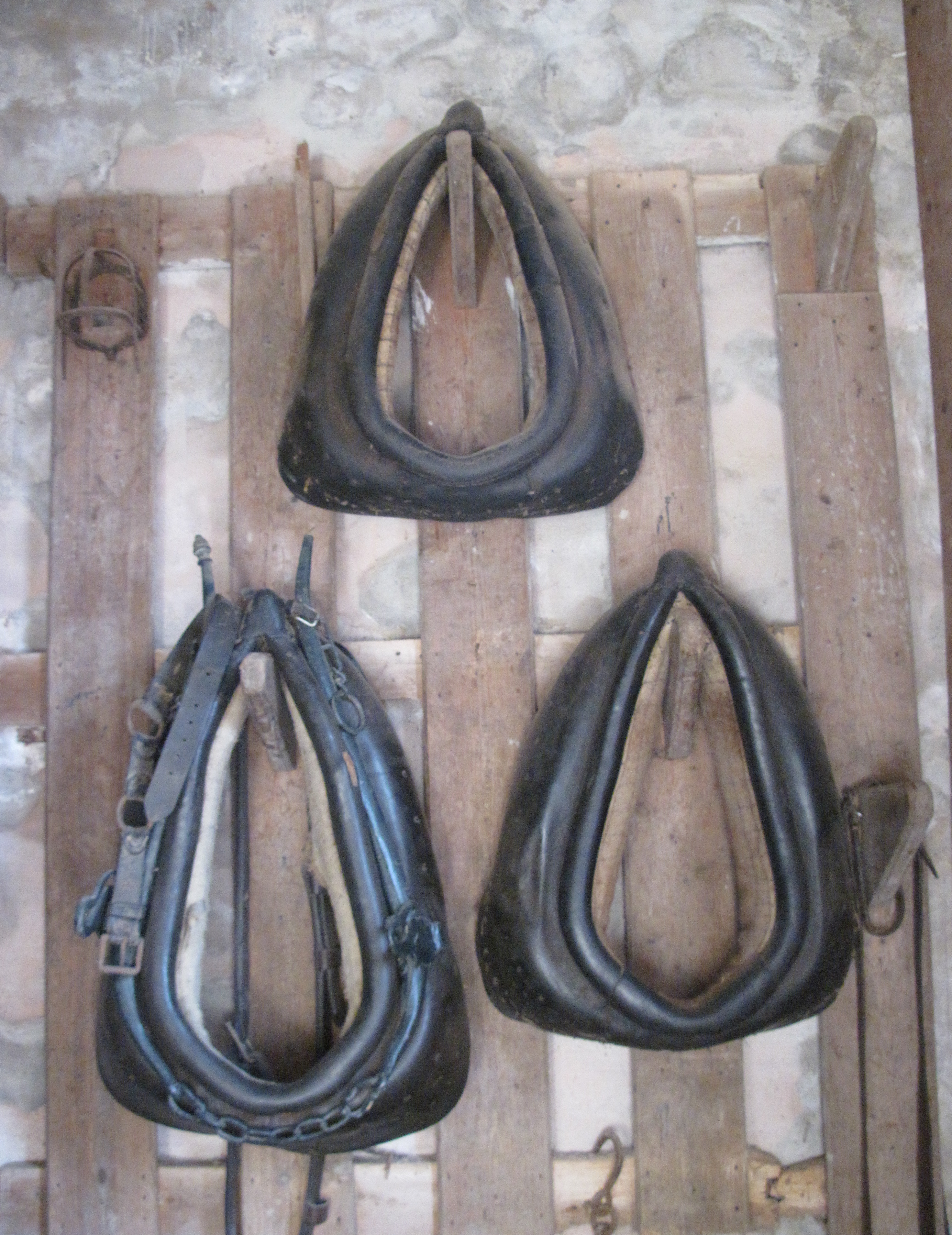
Verschillende garelen uit Jersey

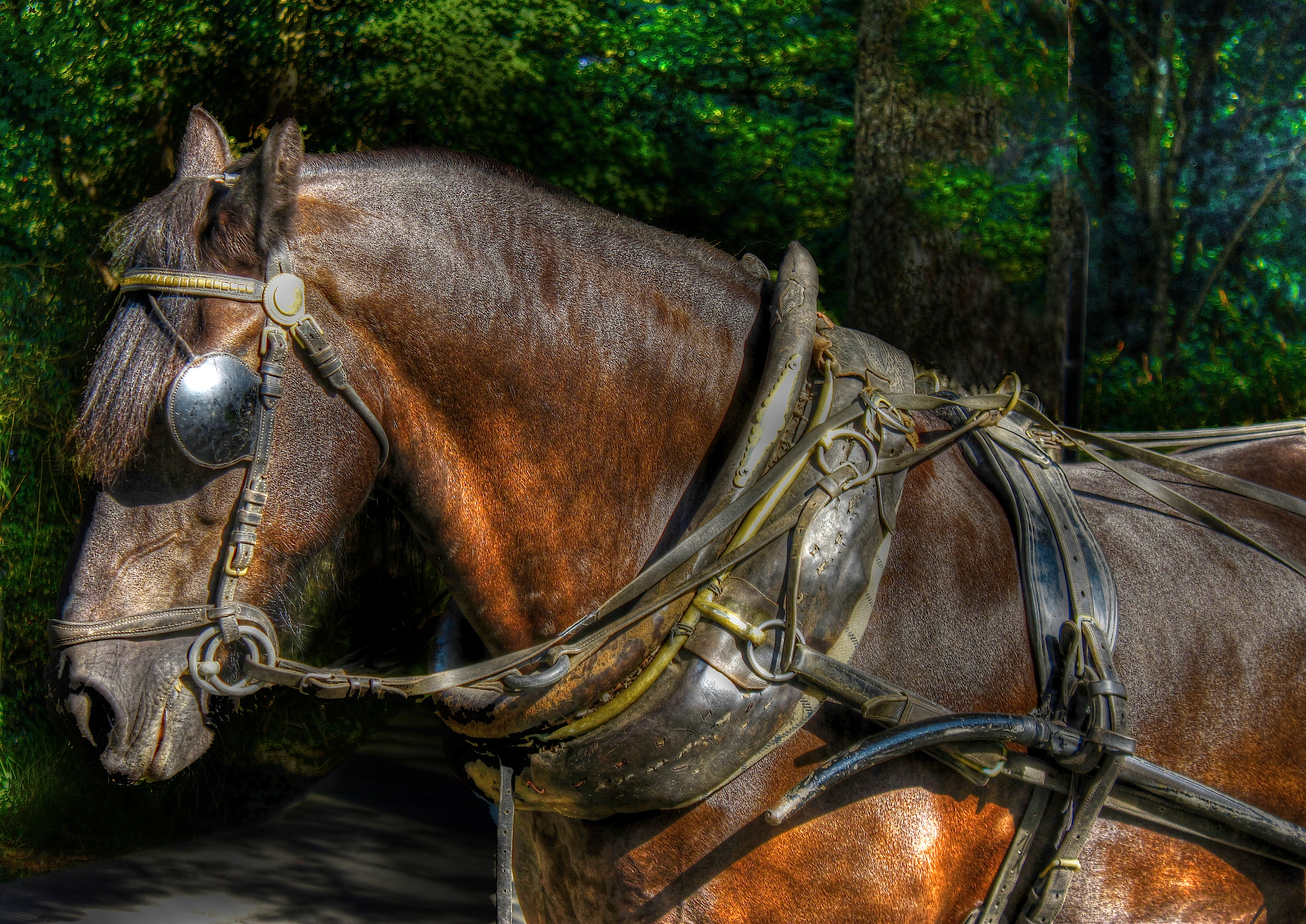
Tuig met oogkleppen en gareel

Een gareel is een halskraag behorend tot het tuig van een trekdier zoals een paard of een ezel. Meestal wordt een gareel uitgevoerd in leer. Een gareel met zichtbare houten delen noemt men meestal een haam. 
Een gareel is een belangrijk element van het tuig waarmee de kracht van het trekdier via de strengen wordt overgebracht naar het voertuig. Het heeft stevig opgevulde kussens op de schouders van het dier en moet goed passend zijn. Metalen ogen aan het gareel dienen ervoor de leidsels op hun plaats te houden.

## Paardentuig voor aangespannen rijden
Een paardentuig voor rijden met paard en wagen kan onder andere bestaan uit:
- gareel of haam, of
- borsttuig, hiermee trekt het paard de kar of de wagen. Het borstblad is door middel van strengen verbonden aan de evenaar.
- hoofdstel, bestaande uit bit, neusriem, bakstuk, keelriem, frontriem, lepel, oogkleppen en windveren.
- leidsels, dit zijn eigenlijk heel lange teugels
- schoftstuk, hieraan zijn bevestigd de binnensingel en de buitensingel. Hieraan zitten ook de lichtogen (hier hangt de lamoen in) verder zit hieraan vast ook de staartriem die voorkomt dat het tuig naar voren schuift.
- strengen, de lange riemen van het paard naar de wagen, soms ook als touw of ketting.
- broek een tuigdeel rond de billen van het paard. Deze 'broekriem' heeft als functie te voorkomen dat de kar of de wagen tegen het paard aan rijdt bij afdalingen, mindering van vaart en halthouden.

## Wagenonderdelen
Verdere onderdelen van de kar, wagen of koets voor het mennen zijn onder andere:
De evenaar
dit is een knuppel van ongeveer zestig centimeter lengte, die in het midden beweeglijk is verbonden aan de koets en waar links en rechts de strengen aan vast gemaakt worden, deze evenaar gaat mee met de bewegingen van de schouders van het paard en met de wagen, zodat deze in de bochten altijd evenredig wordt getrokken.
Het lamoen
Het lamoen (of: inspan) bestaat uit de twee licht gebogen balken van ruim twee meter lengte waar het paard tussen loopt. De lamoen zorgt er bij tweewielers voor dat de bodem van de kar horizontaal gehouden wordt. Ook zorgt de lamoen ervoor dat het paard beperkt is in het uitbreken en steeds netjes recht voor de kar loopt (ofwel haaks op de voorste as van de wagen). Met de twee haken die net achter het midden aan de lamoen zitten, samen met de broek die aan deze haken wordt vastgemaakt, kan voorkomen worden dat de kar of wagen tegen de achterkant van het paard rijdt.

## Figuurlijk
Figuurlijk betekent in het gareel (lopen): braaf en volgzaam zijn. 